# Friedrich Asinger

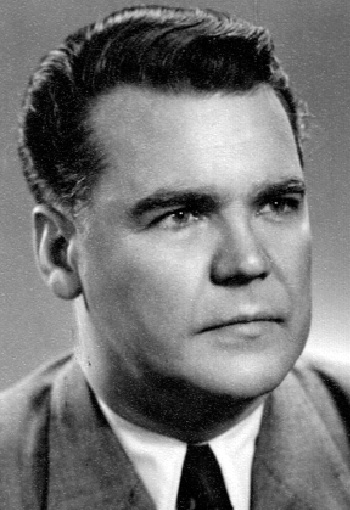
Friedrich Asinger

Friedrich Asinger (* 26. Juni 1907 in Freiland/Niederösterreich, Österreich; † 7. März 1999 in Aachen) war ein österreichischer Chemiker und Professor für Technische Chemie.  Er wurde dank seiner Arbeiten in den Bereichen Petrolchemie, Substitutionsreaktionen an Alkanen und Olefinen bekannt. Aufgrund seiner Anregung und unterstützender Begleitung wurde das weit verbreitete Praktikumsbuch Organikum entwickelt und herausgegeben. Er ist Namensgeber der Asinger-Reaktion, einer Mehrkomponentenreaktion, bei der 3-Thiazoline entstehen. Aus seiner wissenschaftlichen Schule gingen zahlreiche Industriechemiker sowie spätere Professoren hervor.

## Leben und Wirken

### Jugend und Studium
Asinger wuchs zusammen mit einem älteren Bruder und zwei Schwestern in Niederösterreich als Sohn des Leiters einer Papier- und Pappenfabrik auf. Seine Mutter entstammte einer angesehenen Gastwirtsfamilie. Sein Abitur erlangte Asinger 1924 an der Oberrealschule in Krems/Donau mit 17 Jahren. Er studierte darauf Chemie an der TH Wien, wo er 1932 als akademischer Schüler von Friedrich Böck (1876–1958) mit einer Arbeit „Über den Einfluß von Substituenten auf die Verseifungsgeschwindigkeit von Benzalchlorid“ promoviert wurde. Alle genannten Prüfungen schloss er mit Auszeichnung ab.
Er war nach eigenen Angaben am 1. April 1933 der NSDAP in Österreich beigetreten, de facto aber wohl erst zum Parteiverbot im Juni desselben Jahres, seine reguläre Aufnahme in die NSDAP beantragte er folglich am 6. August 1938 und wurde rückwirkend zum 1. Mai desselben Jahres aufgenommen (Mitgliedsnummer 6.199.462).

### Erste Erfahrungen in Industrie und Universität
Berufserfahrungen sammelte er als Abteilungsleiter in der Fabrik für chemisch präparierte Papiere „Koreska“, als Chemiker bei der Wiener „Vakuum Oil“ und als Forschungschemiker im „Zentralen Versuchslaboratorium der Ammoniakwerke GmbH“, Merseburg/Leuna.
Asinger habilitierte sich 1943 an der Reichsuniversität Graz, worauf er seine wissenschaftlichen Forschungen startete. Erste Meilensteine waren die Lehrprobe (7. Dezember 1943) und die Dozentur (23. Februar 1944) an der Martin-Luther-Universität Halle-Wittenberg, worauf etliche Positionen in der industriellen und universitären Forschung folgten, so eine Anstellung als Honorar-Dozent an der Universität Halle bei Karl Ziegler.
Mit Kriegsende ereilte Friedrich Asinger beruflich ein herber Rückschlag. Wegen seiner NS-Verstrickung verlor er Ende 1945 seinen Posten als Honorar-Dozent der Martin-Luther-Universität. Trotz schriftlicher Unterstützung seitens der Leuna-Werke – auch mit Verweis auf das Wohlwollen seiner russischen Vorgesetzten – und unterstützender Briefe verschiedener gesellschaftlicher Organisationen, blieben seine Bemühungen, diese Entlassung rückgängig zu machen, letztendlich ohne Erfolg.

### Jahre in der Sowjetunion
Im Oktober 1946 wurde Asinger gemeinsam mit anderen Ingenieuren, Chemikern und Physikern der Leuna-Werke bei der Aktion Ossawakim in die Sowjetunion verschleppt und nachfolgend in Dserschinsk, nahe Gorki, untergebracht, wo er als Arbeitsgruppenleiter an der Entwicklung von Raketentreibstoffen arbeitete.
Ab 1951 arbeitete er in Rubeschnoje im Donbass. Während des acht Jahre währenden Aufenthalts beobachtete er, dass die Reaktion von Ketonen oder Aldehyden, Schwefel oder Schwefelwasserstoff sowie Ammoniak oder Aminen verschiedene Stickstoff- und schwefelhaltige Heterocyclen lieferte. Aus dieser Zeit datieren seine Monografien „Chemie und Technologie der Paraffine“ und „Chemie und Technologie der Monoolefine“, die der Akademie-Verlag Berlin 1956 und 1957 veröffentlichte.

### Jahre in der DDR
1954 kehrte er nach Deutschland zurück, drei Jahre später als die meisten anderen Wissenschaftler der Leuna-Werke. Er arbeitete in Leuna und wirkte parallel als Honorarprofessor in Halle-Wittenberg. 1957 folgte er einem Ruf auf einen Lehrstuhl für Organische Chemie an die Martin-Luther-Universität in Halle (Saale) und später an die Technische Universität Dresden. Asinger ermunterte Heinz G. O. Becker und andere Oberassistenten, das bis heute populäre „Organikum“ zu schreiben, ein Arbeitsbuch für das organisch-chemischen Grundpraktikum im Chemiestudium, dessen Gesamtauflage fast 400.000 beträgt. Das Buch wurde von Asinger als Institutsverpflichtung aus Anlass des 10. Jahrestages der Gründung der DDR auf den Weg gebracht.

### Professor an der RWTH
Im Jahr 1959 reiste er als Staatsbürger der Republik Österreich aus der DDR aus und nahm einen Ruf der RWTH Aachen an, wo er die Leitung des Instituts für Technische Chemie und Petrolchemie übernahm.

Struktur des Arzneistoffs D-Penicillamin

In seinen Jahren als Lehrstuhlinhaber der verschiedenen Universitäten entwickelte er die Chemie der Stickstoff-Schwefel-Heterocyclen weiter, so dass diese heutzutage als Asinger-Chemie bezeichnet wird. Ein Meilenstein dieser Chemie ist die Totalsynthese des Arzneistoffs D-Penicillamin in einer dreizehnstufigen Synthese, ausgehend von Isobutyraldehyd, Ammoniak und Schwefel. Insgesamt veröffentlichte er 118 Arbeiten zu diesem Thema. Im Jahr 1968 gehörte Asinger zusammen mit vielen anderen Professoren der RWTH Aachen zu den Unterzeichnern des „Marburger Manifestes“, das eine akademische Front gegen die aufkommende Mitbestimmung an den Hochschulen bildete. 1972 wurde er in Aachen emeritiert.
Im Jahr 1986 zeigte er in seinem Buch Methanol. Chemie- und Energierohstoff Wege zur Methanolwirtschaft auf, die später andere Autoren wie George A. Olah wieder aufgriffen.
Aus der wissenschaftlichen Schule von Friedrich Asinger gingen – neben vielen Industriechemikern – insgesamt 26 spätere Professoren hervor, zehn davon aus der Leunaer und Dresdner Zeit. Bekannte Schüler Asingers sind Heribert Offermanns, ein langjähriges Vorstandsmitglied der Degussa AG, Egon Fanghänel, Professor für Organische Chemie an der Technischen Hochschule Merseburg und danach an der Universität in Halle-Wittenberg sowie Karl Gewald, der durch die Gewald-Reaktion und seine Arbeiten auf dem Gebiet der Thiophen- und Heterocyclenchemie bekannt wurde.

## Ehrungen
Die Naturwissenschaftliche Fakultät der TH „Carl Schorlemmer“ Leuna-Merseburg und die Johannes Kepler Universität (Linz) verliehen ihm die Ehrendoktorwürde. Er war Träger des Bundesverdienstkreuzes 1. Klasse, der „Carl-Engler-Medaille“ der DGMK, der Hans-Höfer-Medaille der „Österreichischen Gesellschaft für Erdölwissenschaften“, der „Freiherr Auer von Welsbach Medaille“ der „Österreichischen chemischen Gesellschaft“ und Mitglied der Akademie der Wissenschaften Berlin.

## Werke (Auswahl)
- Methanol, Chemie- und Energierohstoff. Akademie-Verlag, Berlin, 1987, ISBN 3-05-500341-1.
- Chemie und Technologie der Monoolefine. Akademie-Verlag, Berlin 1957.
- Chemie und Technologie der Paraffinkohlenwasserstoffe. Akademie-Verlag, Berlin 1959.
- Einführung in die Petrolchemie. Akademie-Verlag, Berlin 1959.